# برییف آ-۵۰
برییف آ-۵۰ (نام‌گذاری ناتو: Mainstay)، یک هواپیمای هشدار و کنترل زود هنگام یا آواکس (AEW & C) در نیروی هوایی اتحاد جماهیر شوروی است که بر اساس هواپیمای ترابری ایلیوشین -۷۶ توسعه یافته‌است. وجود آ-۵۰ در سال ۱۹۸۰ توسط آدولف تولکاچف برای بلوک غرب آشکار شد. آ-۵۰ برای جایگزینی هواپیمای توپولف تو-۱۲۶ توسعه یافت و اولین بار در سال ۱۹۷۸ پرواز کرد. این هواپیما در سال ۱۹۸۴ به خدمت درآمد و حدود ۴۰ فروند از آن تا سال ۱۹۹۲ تولید شد.

## شرح و توصیف

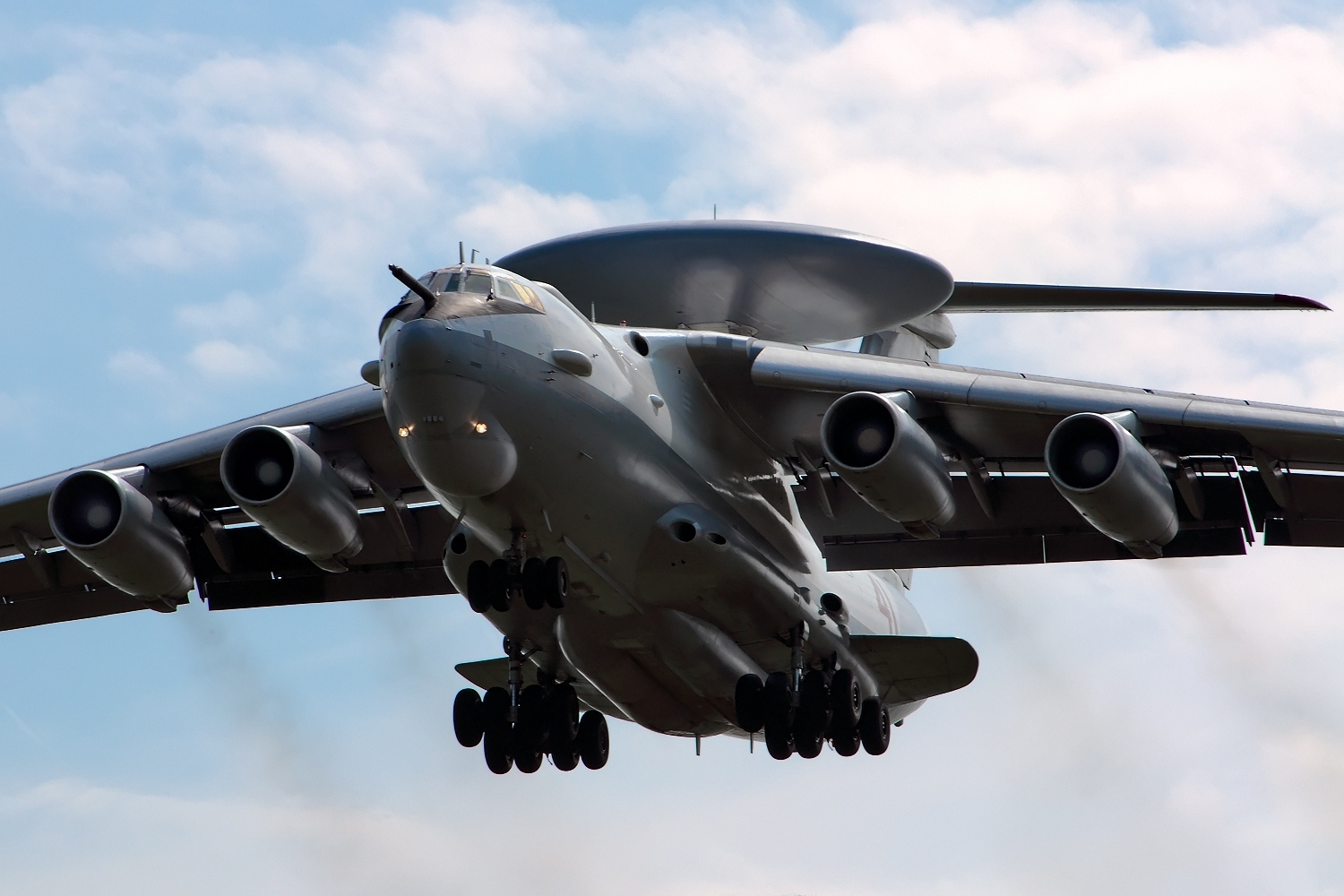
آ-۵۰ در نیروی هوایی روسیه

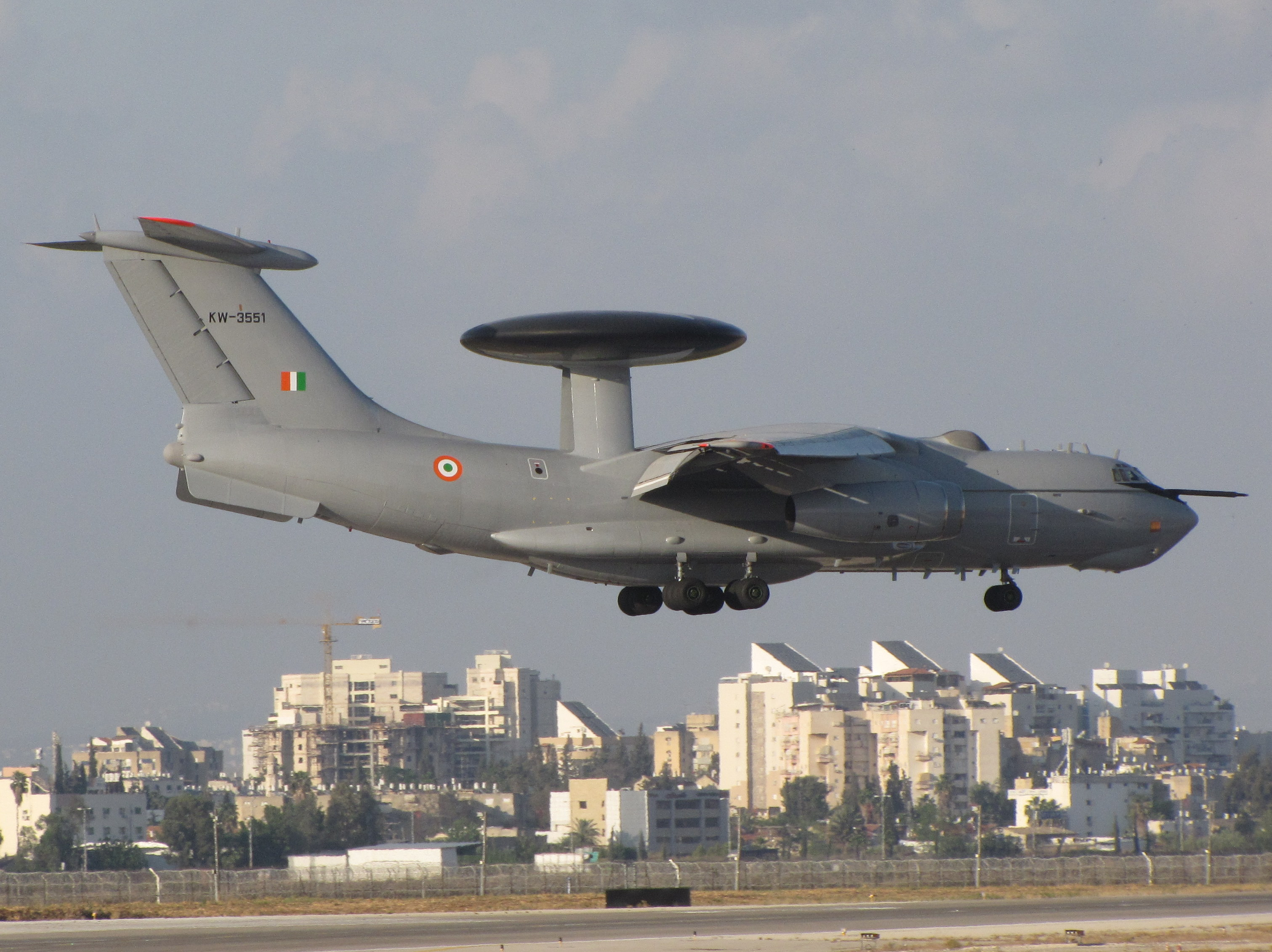
آ-۵۰ ایی آی در نیروی هوایی هند

۱۵ نفر خدمه مأموریت اطلاعاتی را از رادار بزرگ نظارت لیانا با آنتن آن در یک آنتن‌پوش روی بدنه که قطر آن ۹ متر (۳۰ فوت) به‌دست می‌آورند. محدوده تشخیص رادار آن ۶۵۰ کیلومتر (۴۰۰ مایل) برای اهداف هوایی و برای اهداف زمینی است.
آ-۵۰ می‌تواند تا ۱۰ هواپیمای جنگنده را برای ماموریت‌های رهگیری هوا به هوا یا ماموریت‌های هوا به زمین کنترل کند. هواپیمای آ-۵۰ قادر است چهار ساعت تا ۱٬۰۰۰ کیلومتر (۶۲۰ مایل) پرواز کند. این هواپیما می‌تواند از تانکرهای ایلیوشین ایل-۷۸ سوخت‌گیری کند.
رادار وگا ام  توسط MNIIP در مسکو طراحی و توسط شرکت وگا رادیو ساخته شده‌است.رادار قادر است تا ۱۵۰ هدف را هم‌زمان در ۲۳۰ کیلومتر (۱۴۰ مایل) ردیابی کند اهداف بزرگ مانند کشتی‌های سطحی را می‌توان در فاصله ۴۰۰ کیلومتر (۲۵۰ مایل) ردیابی کرد.

## انواع
- آ-۵۰ ام - به روز شده نوع آ-۵۰ مجهز به قابلیت سوخت‌گیری هوایی[۶]
- آ-۵۰ یو - به روز شده نوع آ-۵۰ ام با تجهیزات الکترونیکی جدید و افزایش سطح راحتی خدمه.[۷][۸]
- Izdeliye-676[۹] - هواپیمای ردیابی و ردیابی یک طرفه.
- Izdeliye-776 - هواپیمای ردیابی و ردیابی یک طرفه.
- Izdeliye-976 (SKIP) - (مرکز اندازه‌گیری و کنترل هوایی) - مرکز کنترل برد و موشک مستقر در Il-76. در ابتدا برای پشتیبانی از آزمایش موشک‌های کروز خا-۵۵ ساخته شد.
- Iz-۵۰ آی - نسخه صادراتی برای چین. قرار بود اسرائیل رادار را تأمین کند اما پس از فشار آمریکا از این پروژه عقب‌نشینی کرد. این هواپیما به راداری چینی مجهز بوده و به KJ-2000 معروف شد.
- آ-۵۰ ایی آی - نسخه صادراتی نیروی هوایی هند با موتورهای آویادویگاتل پی‌اس-۹۰ و رادار اسرائیلی EL / W-2090[۱۰]

## کاربران
هند
- نیروی هوایی هند - ۳ فروند آ-۵۰ ایی آی در خدمت، RFP برای ۲ فروند دیگر به صنایع هوافضای اسرائیل فرستاده شده‌است تا سیستم راداری EL / W-2090 AEW & C که در A-50 نصب می‌شود، باشد.[۱۱]
  - اسکادران ۵۰ IAF - ایستگاه نیروی هوایی آگرا، اوتار پرادش

 روسیه
- نیروی هوایی روسیه - ۲۲ فروند آ-۵۰ ام[۱۲] + ۶ فروند آ-۵۰ یو در خدمت[۱۳]
  - پایگاه هوایی ۲۴۵۷ برای عملیات رزمی هواپیماهای هشدار زود هنگام هوایی - Ivanovo Severny (پایگاه هوایی)، استان ایوانوو
    - هنگ هوایی ۱۴۴ام هشدار زودهنگام هوایی

 شوروی
- نیروهای هوایی شوروی
- نیروی دفاع هوایی شوروی

## مشخصات (آ-۵۰)
ویژگی‌های عمومی
عملکرد
- خدمه: ۱۵
- طول: ۴۹٫۵۹ متر (۱۶۲ فوت ۸ اینچ)
- طول بال: ۵۰٫۵ متر (۱۶۵ فوت ۸ اینچ)
- ارتفاع: ۱۴٫۷۶ متر (۴۸ فوت ۵ اینچ)
- مساحت بال‌ها: ۳۰۰ مترمربع (۳٬۲۰۰ فوت مربع)
- ماهی‌واره: root: TsAGI P-151 (13%) ; tip: TsAGI P-151 (10%)[۱۴]
- وزن خالی: ۷۵٬۰۰۰ کیلوگرم (۱۶۵٬۳۴۷ پوند)
- حداکثر وزن برخاست: ۱۷۰٬۰۰۰ کیلوگرم (۳۷۴٬۷۸۶ پوند)
- موتور: ۴ موتور توربوفنSoloviev D-30KP 117.68 kN (26,460 lbf) thrust each

عملکرد
- حداکثر سرعت: ۹۰۰ کیلومتر بر ساعت (۵۶۰ مایل بر ساعت، ۴۹۰ مایل دریایی بر ساعت)
- برد: ۷٬۵۰۰ کیلومتر (۴٬۷۰۰ مایل، ۴٬۰۰۰ ناتیکال مایل)
- حداکثر ارتفاع: ۱۲٬۰۰۰ متر (۳۹٬۰۰۰ فوت)

## جستارهای مرتبط
- ایلیوشین ایل -۷۶
- برییف آ-۱۰۰
- وگا رادیو

## هواپیماهای قابل مقایسه
- بویینگ ایی-۳